# ナタリア・ボロベワ
ナタリア・ボロベワ（Nataliya Vitalyevna Vorobyova、1991年5月27日 - ）は、ロシアのイルクーツク出身の女子レスリング選手である。階級は69kg級と72kg級。身長176cm。

## 経歴
2009年から3年連続でヨーロッパジュニア選手権の72kg級を制した。また2009年には世界ジュニアでも優勝した。2010年の
ワールドカップでは2位だった。2011年には世界ジュニアで2度目の優勝を飾った。2012年のヨーロッパ選手権では3位だったが、ロンドンオリンピックでは決勝まで進むと、世界選手権で5度優勝しているブルガリアのスタンカ・ズラテバにフォール勝ちして金メダルを獲得した。2013年のヨーロッパ選手権では優勝したが、世界選手権では2位だった。2014年には階級を69kg級に下げると、ワールドカップでは2位だったが、ヨーロッパ選手権では優勝した。世界選手権では準決勝で土性沙羅に敗れて3位だった。2015年のワールドカップでは2位、ヨーロッパ競技大会では3位だったものの、世界選手権では優勝を飾った。2016年リオデジャネイロオリンピックでは決勝で土性と対戦すると、2-0でリードするも終了20秒前にタックルを決められて2-2となった。ポイントが同じ場合はビッグポイントのタックルを決めた選手の方が優先されることもあって、前回に続くオリンピック2連覇はならなかった。ロシアレスリング連盟会長であるミハイル・マミアシビリはこの試合に関して、「(ボロベワは)勝てたはず。私は（銀メダルを）祝福しない。死んでも10秒耐えなければならなかった」と酷評した。2019年の世界選手権では72㎏級で優勝した。

## 主な戦績
72kg級での戦績
- 2009年 -　ヨーロッパジュニア選手権　優勝
- 2009年 -　世界ジュニア　優勝
- 2010年 -　ワールドカップ　2位
- 2010年 -　ヨーロッパジュニア選手権　優勝
- 2011年 -　ヨーロッパジュニア選手権　優勝
- 2011年 -　世界ジュニア　優勝
- 2012年 -　ヨーロッパ選手権　3位
- 2012年 -　ロンドンオリンピック　優勝
- 2013年 -　ヨーロッパ選手権　優勝
- 2013年 -　世界選手権　2位

69kg級での戦績
- 2014年 -　ワールドカップ　2位
- 2014年 -　ヨーロッパ選手権　優勝
- 2014年 -　世界選手権　3位
- 2015年 -　ワールドカップ　2位
- 2015年 -　ヨーロッパ競技大会　3位
- 2015年 -　世界選手権　優勝
- 2016年 -　リオデジャネイロオリンピック　2位

72kg級での戦績
- 2019年 -　世界選手権　優勝